# 广武城
39°12′42″N 112°46′01″E / 39.21167°N 112.76694°E
广武城位于中国山西省山阴县张家庄乡旧广武村，距雁门关约5千米，2006年被列为第六批全国重点文物保护单位。
广武城始建于辽乾亨元年（917年），明洪武及万历年间重建。古城东西宽338米，南北长498米，周长1654.94米，城墙高8米，顶宽3.4米，建有马面十二座，望楼四座，有东、南、西城门楼三座。城墙原为土墙，明代重修时包砖。